# Aaron Pierre
Aaron Pierre (Londra, 17 febbraio 1993) è un calciatore grenadino con cittadinanza britannica, difensore dello Shrewsbury Town e della nazionale grenadina.

## Carriera

### Club
Ha giocato con vari club inglesi, principalmente tra la terza e la quarta divisione.

### Nazionale
Ha partecipato alla CONCACAF Gold Cup 2021.

## Statistiche

### Cronologia presenze e reti in nazionale
| Cronologia completa delle presenze e delle reti in nazionale ― Grenada | Cronologia completa delle presenze e delle reti in nazionale ― Grenada | Cronologia completa delle presenze e delle reti in nazionale ― Grenada | Cronologia completa delle presenze e delle reti in nazionale ― Grenada | Cronologia completa delle presenze e delle reti in nazionale ― Grenada | Cronologia completa delle presenze e delle reti in nazionale ― Grenada | Cronologia completa delle presenze e delle reti in nazionale ― Grenada | Cronologia completa delle presenze e delle reti in nazionale ― Grenada |
| Data                                                                   | Città                                                                  | In casa                                                                | Risultato                                                              | Ospiti                                                                 | Competizione                                                           | Reti                                                                   | Note                                                                   |
| ---------------------------------------------------------------------- | ---------------------------------------------------------------------- | ---------------------------------------------------------------------- | ---------------------------------------------------------------------- | ---------------------------------------------------------------------- | ---------------------------------------------------------------------- | ---------------------------------------------------------------------- | ---------------------------------------------------------------------- |
| 4-9-2015                                                               | Saint George's                                                         | Grenada                                                                | 1 – 3                                                                  | Haiti                                                                  | Qual. Mondiali 2018                                                    | -                                                                      |                                                                        |
| 9-9-2015                                                               | Port-au-Prince                                                         | Haiti                                                                  | 3 – 0                                                                  | Grenada                                                                | Qual. Mondiali 2018                                                    | -                                                                      |                                                                        |
| 10-6-2017                                                              | Saint George's                                                         | Grenada                                                                | 1 – 2                                                                  | Bermuda                                                                | Amichevole                                                             | -                                                                      |                                                                        |
| 24-3-2019                                                              | Bayamón                                                                | Porto Rico                                                             | 0 – 2                                                                  | Grenada                                                                | CONCACAF Nations League 2019-2020 - Qualificazioni                     | -                                                                      |                                                                        |
| 6-9-2019                                                               | Saint George's                                                         | Grenada                                                                | 2 – 1                                                                  | Saint Kitts e Nevis                                                    | CONCACAF Nations League 2019-2020 - 1º Turno                           | -                                                                      |                                                                        |
| 9-9-2019                                                               | Belmopan                                                               | Belize                                                                 | 1 – 2                                                                  | Grenada                                                                | CONCACAF Nations League 2019-2020 - 1º Turno                           | -                                                                      | Cap.                                                                   |
| 11-10-2019                                                             | Remire-Montjoly                                                        | Guyana francese                                                        | 0 – 0                                                                  | Grenada                                                                | CONCACAF Nations League 2019-2020 - 1º Turno                           | -                                                                      | Cap.                                                                   |
| 14-10-2019                                                             | Saint George's                                                         | Grenada                                                                | 1 – 0                                                                  | Guyana francese                                                        | CONCACAF Nations League 2019-2020 - 1º Turno                           | -                                                                      | Cap.                                                                   |
| 14-11-2019                                                             | Basseterre                                                             | Saint Kitts e Nevis                                                    | 0 – 0                                                                  | Grenada                                                                | CONCACAF Nations League 2019-2020 - 1º Turno                           | -                                                                      | Cap.                                                                   |
| 4-6-2021                                                               | North Sound                                                            | Antigua e Barbuda                                                      | 1 – 0                                                                  | Grenada                                                                | Qual. Mondiali 2022                                                    | -                                                                      | Cap.                                                                   |
| 9-6-2021                                                               | Saint George's                                                         | Grenada                                                                | 1 – 2                                                                  | Montserrat                                                             | Qual. Mondiali 2022                                                    | -                                                                      | Cap.                                                                   |
| 14-7-2021                                                              | Houston                                                                | Honduras                                                               | 4 – 0                                                                  | Grenada                                                                | Gold Cup 2021 - 1º Turno                                               | -                                                                      | Cap. 60’                                                               |
| 18-7-2021                                                              | Houston                                                                | Grenada                                                                | 0 – 4                                                                  | Qatar                                                                  | Gold Cup 2021 - 1º Turno                                               | -                                                                      | Cap. 31’                                                               |
| 21-7-2021                                                              | Houston                                                                | Panama                                                                 | 3 – 1                                                                  | Grenada                                                                | Gold Cup 2021 - 1º Turno                                               | -                                                                      | Cap.                                                                   |
| 23-3-2022                                                              | Gibilterra                                                             | Gibilterra                                                             | 0 – 0                                                                  | Grenada                                                                | Amichevole                                                             | -                                                                      |                                                                        |
| 25-3-2023                                                              | Saint George's                                                         | Grenada                                                                | 1 – 7                                                                  | Stati Uniti                                                            | CONCACAF Nations League 2022-2023 - 1º Turno                           | -                                                                      | Cap.                                                                   |
| 18-6-2023                                                              | Fort Lauderdale                                                        | Guyana                                                                 | 1 – 1 (6 - 4 dtr)                                                      | Grenada                                                                | Qual. Gold Cup 2023                                                    | -                                                                      | Cap.                                                                   |
| Totale                                                                 |                                                                        | Presenze                                                               | 17                                                                     |                                                                        | Reti                                                                   | 0                                                                      |                                                                        |